# NGC 6483
NGC 6483 est une galaxie elliptique située dans la constellation du Paon. Sa vitesse par rapport au fond diffus cosmologique est de 4 918 ± 20 km/s, ce qui correspond à une distance de Hubble de 55,6 ± 3,9 Mpc (∼181 millions d'al). NGC 6483 a été découverte par l'astronome britannique John Herschel en 1836.
À ce jour, neuf mesures non basées sur le décalage vers le rouge (redshift) donnent une distance de 56,967 ± 10,531 Mpc (∼186 millions d'al), ce qui est à l'intérieur des valeurs de la distance de Hubble. Notons cependant que c'est avec la valeur moyenne des mesures indépendantes, lorsqu'elles existent, que la base de données NASA/IPAC calcule le diamètre d'une galaxie et qu'en conséquence le diamètre de NGC 6483 pourrait être d'environ 57,0 kpc (∼186 000 al) si on utilisait la distance de Hubble pour le calculer.

## Groupe de NGC 6483
NGC 6483 est la principale galaxie d'un groupe qui porte son nom. Le groupe de NGC 6483 compte au moins quatre membres. Les trois autres galaxies du groupe sont IC 4664, PGC 61240 et PGC 61237.